# Kachetie
Kachetie, též Kacheti (gruzínsky კახეთი, Kacheti), je gruzínský kraj (region, gruz. mchare) rozkládající se ve východní části Gruzie. Krajským městem je Telavi.

## Základní údaje
Rozloha Kachetie je 11 310 km² a představuje téměř 17 % z celkové rozlohy Gruzie. Podle sčítání lidu žilo v Kachetii v roce 2014 318 583 obyvatel, takže hustota zalidnění se pohybuje 28,2 lidí na jeden kilometr čtvereční. Region sousedí s regiony Mccheta-Mtianetie a Kvemo Kartli na západě, z ostatních světových stran je obklopen Ruskem a Ázerbájdžánem.

## Geografie

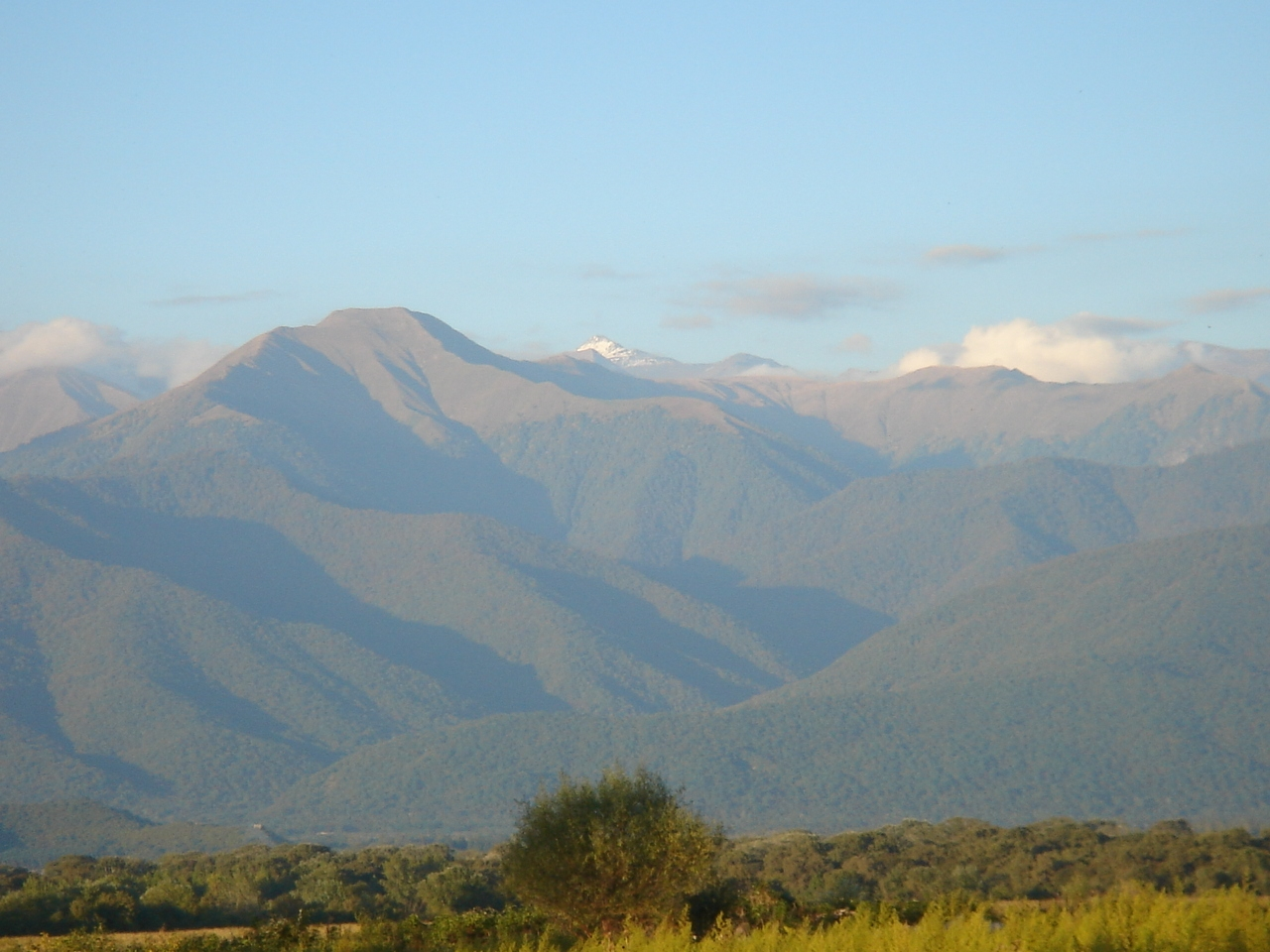
Alazanská nížina, na pozadí pohoří Velkého Kavkazu.

Kachetie je považována za nejčlenitější a nejrozmanitější kraj v Gruzii. Místní krajinu nejvíce utváří povodí řek Alazani a Jori, které se za hranicemi s Ázerbájdžánem vlévají do Mingačevirské přehrady. Řeka Alazani je také nejdelší řekou v Gruzii. Kromě dvou velkých řek se v Kachetii nachází jezera, jako například Kadžiri, Džandari a ledovcová jezera v Lagodechi. Na severu regionu se tyčí do výšky přes 2000 metrů pohoří Velkého Kavkazu, které jsou průchodné díky průsmyku Kaidori a údolím podél toku dagestánské řeky pramenící v Gruzii Andijskoje Kojsu. Zdejší horské klima bývá vlhké a chladné.

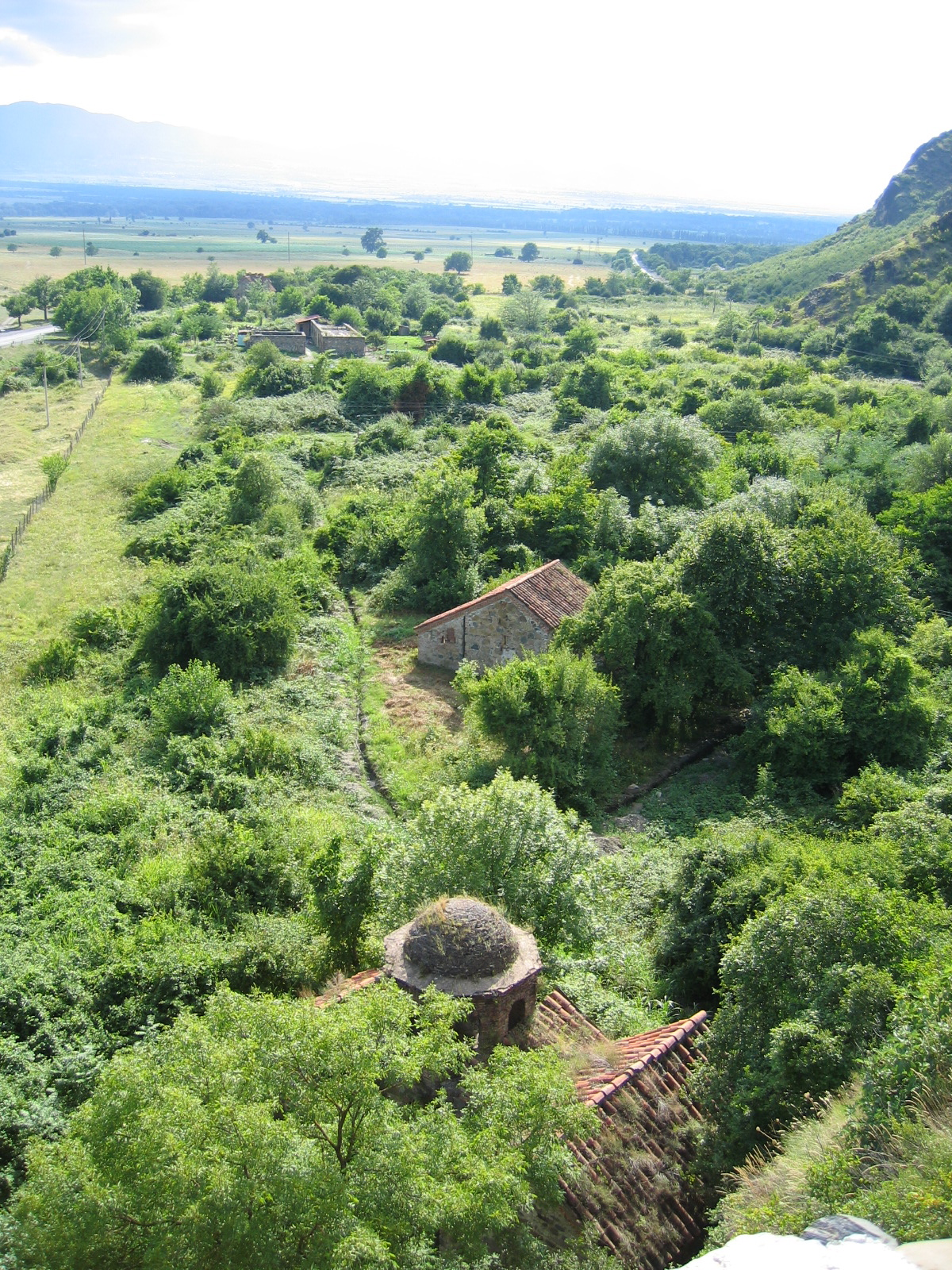
Krajina v Gremi, Kachetie

Podél výše zmíněných řek Alazani a Jori se táhnou v nadmořské výšce 200 až 1000 metrů nad mořem planiny stepního charakteru, podél nichž se na kopcích rozkládají vysoké lesy. Také nížiny bývaly porostlé lesy, ale spíše jen křovinatými. Tyto nízké lesy se dochovaly jen na malém území, které bylo vyhlášeno jako Národní park Vašlovani. Jinak roste v nížinách převážně stepní rostlinstvo nebo víno, za jehož původní domovinu je považována právě Kachetie. V těchto planinách panuje subtropické až mírné a vlhké podnebí.
Na planině Eldari se dokonce díky zdejšímu subtropickému a suchému klimatu krajina přetváří v polopoušť a rostou zde pouštní rostliny.

## Dějiny Kachetie
Podle gruzínských bájí Kachetii založil Kachos, syn praotce gruzínského národa Kartla. Ve starověku se stala jednou z osmi součástí říše krále Parnavaze pod názvem Kacheti Saeristavo. Kachetie se stala nezávislým knížectvím až v 8. století a na počátku 12. století se s okolními zeměmi sjednotila v Gruzínské království pod vládu Davida Budovatele. Hlavním městem Kachetie bylo už tehdy Telavi. Po rozpadu Gruzínského království v 60. letech 15. století získala Kachetie opět nezávislost, tentokrát jako Kachetské království. V roce 1762 se sjednotila s královstvím Kartlie v Kartlijsko-kachetské království, jehož hlavním městem bylo Telavi. Kachetie v průběhu historie často trpěla opakujícími se nájezdy muslimských Turků a Peršanů, takže v roce 1801 se Kachetie stala součástí Ruska pod příslibem záruky zabezpečení území před perskými a tureckými nájezdníky. V letech 1918–1921 byla Kachetie součástí Gruzínské demokratické republiky a pak až do roku 1991 součástí Gruzínské SSR. Od roku 1991 je Kachetie region v současné republice Gruzie a stále má za svou metropoli město Telavi.

## Administrativní členění
Region Kachetie se skládá z nižších administrativních jednotek, celkem z 8 municipalit.
1. Achmeta
2. Gudžaani
3. Dedopliscqaro
4. Telavi
5. Lagodechi
6. Sagaredžo
7. Signagi
8. Kvareli

Kachetie na historické mapě

Kachetie se kromě tohoto oficiálního administrativního dělení ještě dělí na čtyři historické okresy:
1. Vnitřní Kachetie (შიგნით კახეთი – Šignit Kacheti) – rozkládá se podél toku Alazani
2. Vnější Kachetie (გარე კახეთი – Gare Kacheti) – rozkládá se podél středního toku Jori
3. Qiziki (ქიზიყი – Kiziki) – rozkládá se mezi řekami Alazani a Jori
4. „Tamten region“ (გაღმა მხარი – Gagma Mchari) – rozkládá se v horách po levém břehu Alazani

## Hospodářství

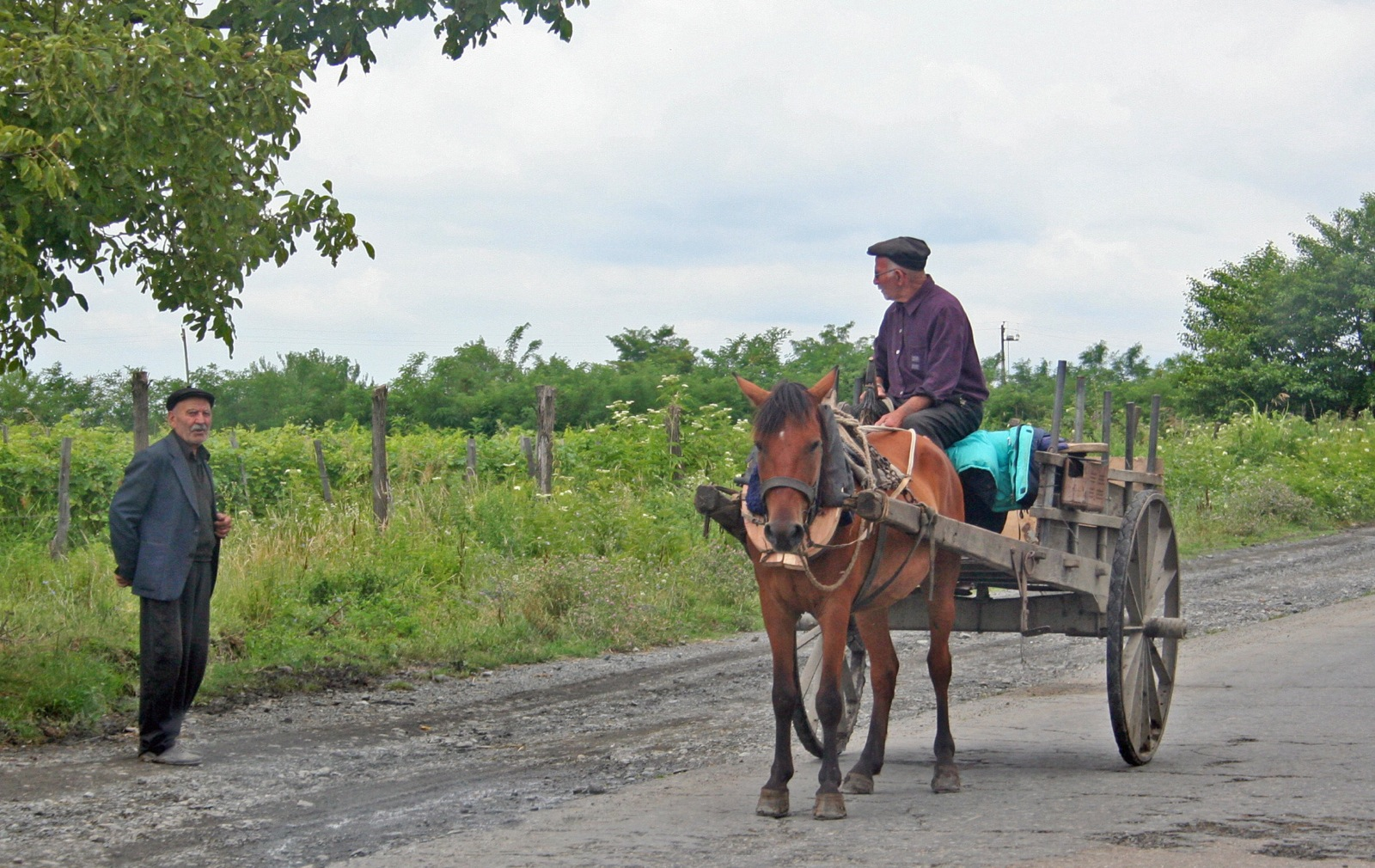
Zemědělci v Kachetii

Hlavní obživou zdejších obyvatel je od pradávna zemědělství. V historickém okrese „Vnitřní Kachetie“ se nejvíce pěstuje víno, za jehož domovinu je považována právě Kachetie. Dále se zde pěstují obilniny (nejvíce kukuřice), zelenina a chová dobytek. Ve „Vnější Kachetii“ se kromě pěstování vína, obilí a zeleniny pěstuje ještě slunečnice a nejrůznější ovoce (jahody, broskve, švestky, jablka atd). Nejdůležitější plodinou v Kachetii je víno, jehož se zde vypěstuje až na 50 % celkové gruzínské produkce, z níž se pak vyrábí láhvové víno různých značek. Tradici má zde i pastevectví.

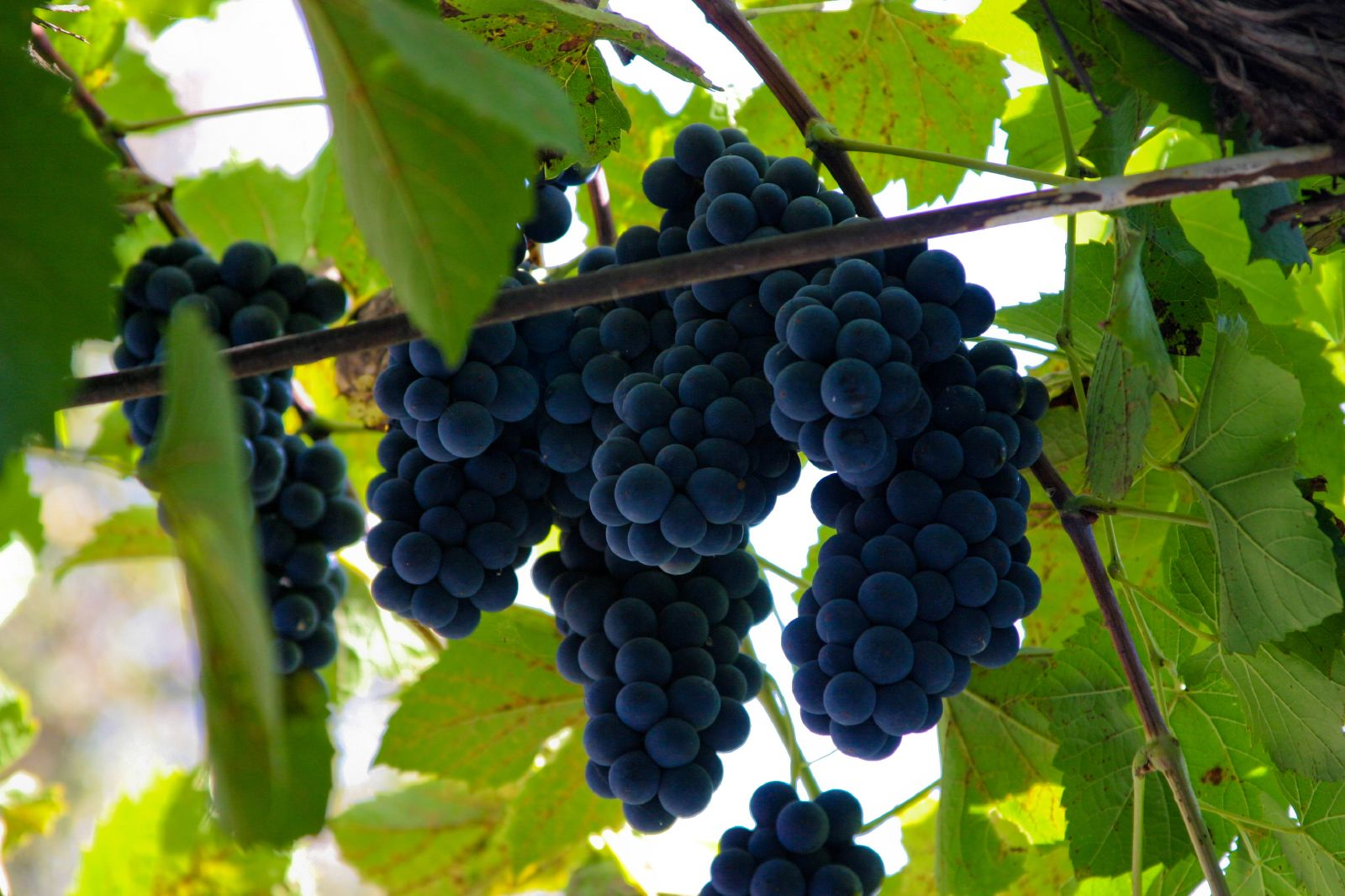
Kachetské víno

Průmysl v Kachetii se zaměřuje převážně na zpracování zemědělských produktů, hlavně vína. Až 75 % potravinářských podniků se zabývá zpracováním vinné révy. Dalším významnou činností je těžba ropy, zemního plynu a také dřevozpracující průmysl.

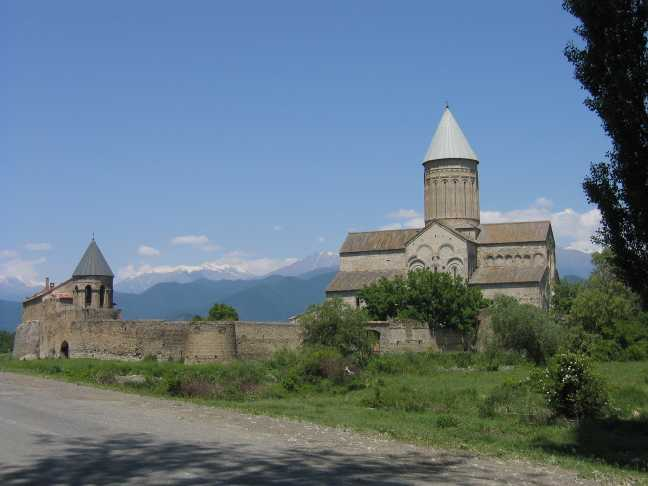
Katedrála Alaverdi

Význam má zde i turistický ruch, který se dynamicky rozvíjí. Kraj nabízí zachovalou přírodu stepní, lesní, vysočinnou i vysokohorskou. Bylo zřízeno i několik chráněných krajinných oblastí, národních parků (např. Národní park Vašlovani) a přírodních rezervací (např. Přísná přírodní rezervace Lagodechi), které jsou volně přístupné. Kromě hezké krajiny lze v Kachetii navštívit množství historických památek, hlavně kostely, kláštery. V současné době probíhají nákladné projekty jejich renovací. Další možnou atrakcí je cestování za vínem, tradiční způsob výroby vína Kachetinskou metodou s použitím hliněné nádoby kvevri, zakopané v zemi.

## Významní rodáci
- Solomon Dodašvili
- Ilja Čavčavadze
- Kakuca Čolokašvili
- Džumber Patiašvili